# San Martín (Salvador)
Pour les articles homonymes, voir San Martín.
San Martín est une municipalité du département de San Salvador au Salvador.

## Géographie

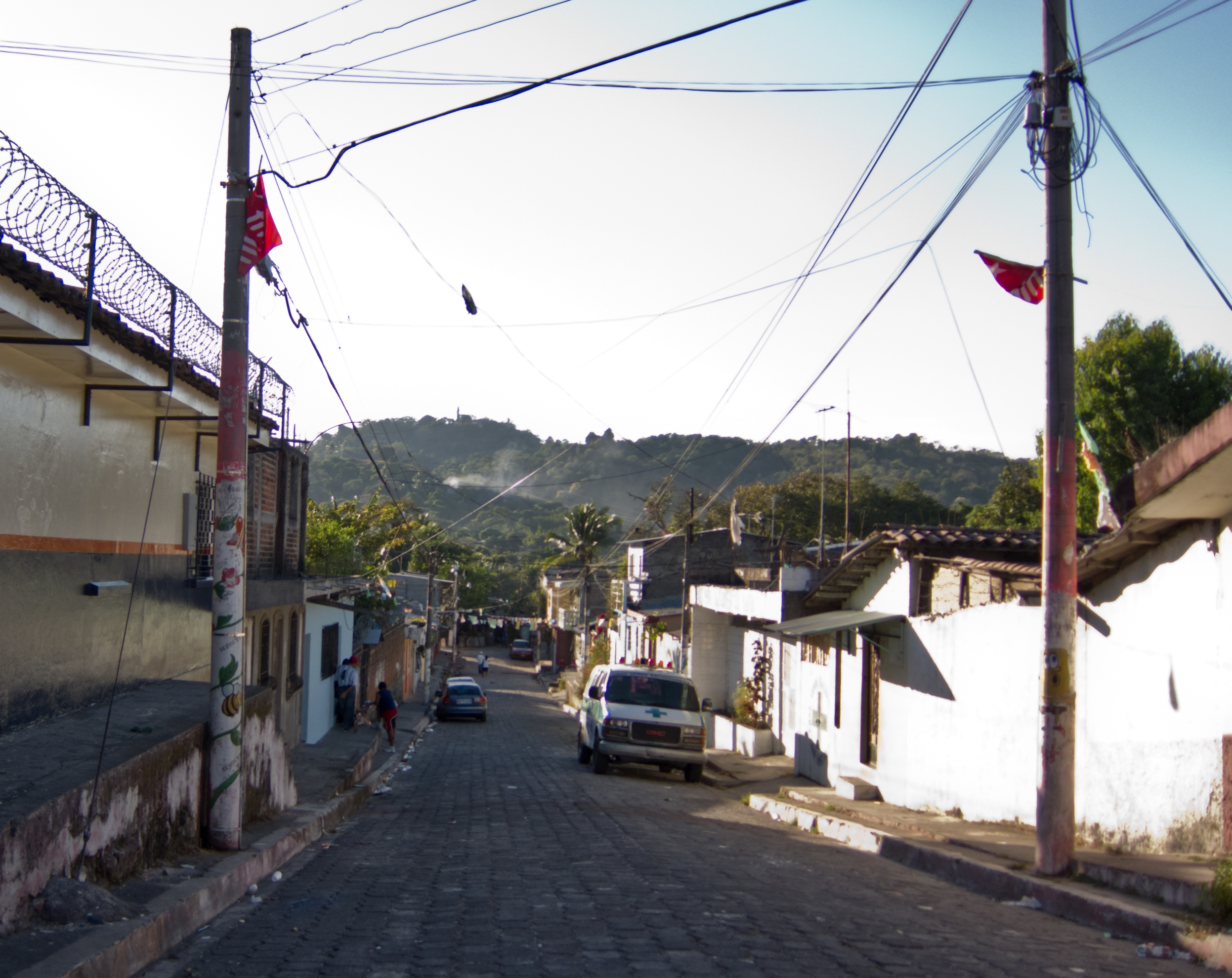
Vue d'une rue à San Martín.

Située à 15 kilomètres à l'est de San Salvador, la ville et sa municipalité font partie de l'Aire Métropolitaine de San Salvador. Elle a la particularité géographique d'être la ville la plus éloignée dans la vaste agglomération de la capitale.
Dans le département  de San  Salvador, elle est limitée à l'ouest par la municipalité de Tonacatepeque et au sud par celle d'Ilopango,  ces deux dernières faisant partie de la grande conurbation urbaine de San Salvador. 

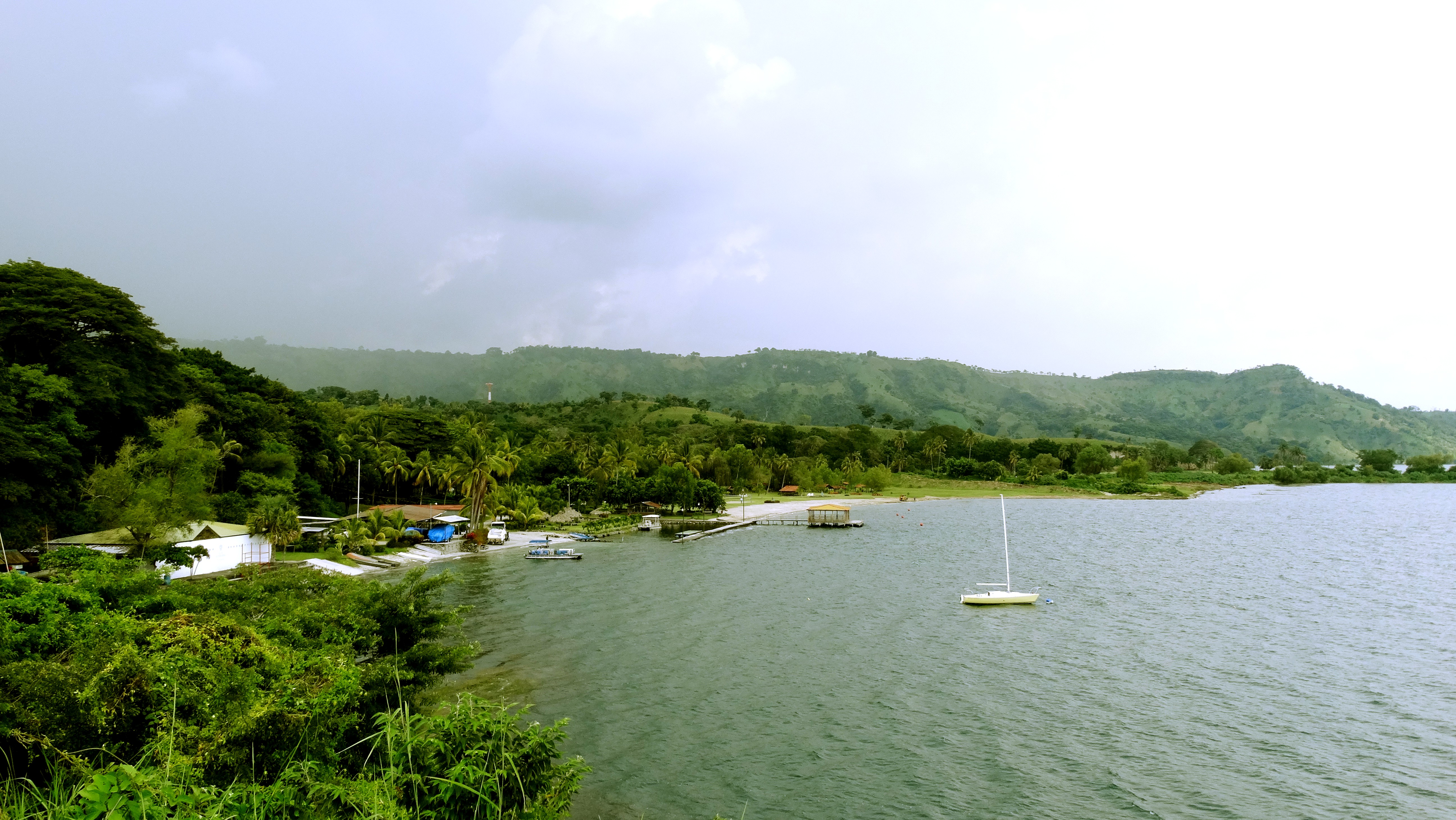
San Martín a développé une base de loisirs sur les rives du lac Ilopango.

Elle est également bordée dans sa partie méridionale par les rives du lac Ilopango, le plus grand lac du Salvador. La ville y a développé sur ses rives une base de loisirs nautiques avec aux alentours un club de golf qu'elle partage avec la ville voisine d'Ilopango.
Malgré son relatif éloignement de la capitale, elle tire un grand profit de sa desserte par la Route panaméricaine où elle joue le rôle de transit du trafic  routier à l'est de l'aire métropolitaine de la capitale. La présence  de la Panaméricaine, grande artère de communication autoroutière qui dessert la ville d'ouest en est, lui a permis de développer une importante activité de services, d'hôtellerie et de commerces et a attiré des industries (usines de fabrication de cannettes pour les boissons non alcoolisées, d'équipements pour les camions, de sous traitance diverse pour l'industrie...).

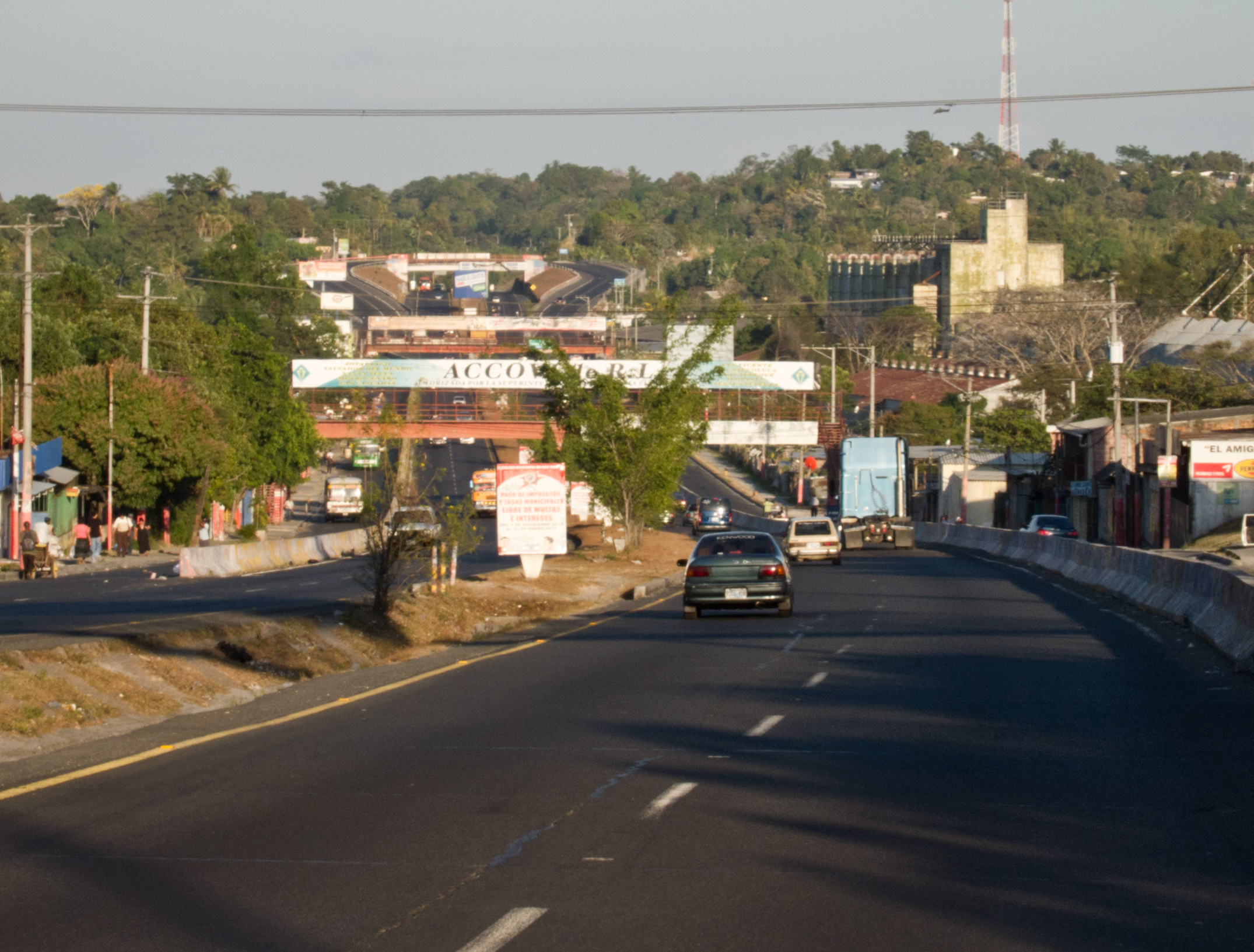
La Panaméricaine à San Martín